# 少年少女合唱団地球組
少年少女合唱団地球組（しょうねんしょうじょがっしょうだんちきゅうぐみ）は、愛知県名古屋市を拠点として活動する日本の児童合唱団である。

## 概要
2000年（平成12年）、公益社団法人名古屋青年会議所の50周年記念事業として創設。立ち上げの中心であった池田則浩が代表を務める。2004年（平成16年）に名古屋青年会議所の手を離れ、池田則浩が代表として運営・プロデュースを行う。
メンバーは小学生から保護者を含めて135名（2019年現在）。

## 特徴
学校の違いや障害、言語や国籍、宗教の壁など全ての垣根を越えた友情と平和のハーモニー、共生社会の実現を目的とする合唱団である。
「名古屋市内及び近郊の小学生から大人までが参加して歌の練習をしています。歌の上手な子、苦手な子、大きな声の子、声が出せない子、身体に障害のある子、知恵に障害のある子、国籍の違う子、勉強の優秀な子、勉強が苦手な子、音楽が得意な子、音程を理解できない子……さまざまな環境に生きる子どもたち、そして大人たちの仲間です。私たちはボランティアや福祉ではありません。恵まれない子のために手を差し伸べる目的ではありません。手を携えあい、共に生きる、ただの地球の仲間たちです。」と掲げる。
また2009年以降、主催コンサートでは出演の子どもたちが来場者に募金を行い、その全額を国際連合世界食糧計画WFP協会、子どもセンターパオ、中日新聞社会事業団に届けている。

## メンバー
- 代表：池田則浩（いけだ のりひろ）
- 指揮、音楽指導：奥村徳啓（おくむら のりひろ）
- 合唱指導：川瀬真弓（かわせ まゆみ）
- ピアノ：坂倉由紀（さかくら ゆき）
- ピアノ：奥村明子（おくむら あきこ）
- メンバー：名古屋市内または近郊の小学校、中学校、高等学校、盲学校、聾学校、養護学校（小・中学部・高等部）、各種学校法人、インターナショナル・スクールに通う子どもたち、およびその保護者。

## 楽曲・選曲
健常のメンバー以外に、知的障害や発達障害、ダウン症のメンバーも多いためか、合唱曲（合唱組曲など）の選曲は少ないようで、ポップスやミュージカル曲、アニメソングなどを合唱用にアレンジした楽曲が多いようだ。また、コンクール等の合唱技術を競う会には参加していない。
少年少女合唱団地球組のYouTube公式チャンネルで公開されている楽曲のうち、再生数の多い10曲は以下のとおり（2020年3月現在）。
- 「ビリーブ（BELIEVE）」
- 「世界がひとつになるまで」
- 「ウィ・アー・ザ・ワールド　（We Are The World ）」
- 「手をつなごう」
- 「ベストフレンド（Best Friend）」
- 「to U」
- 「クリスマスソングメドレー」
- 「WAになっておどろう」
- 「YUME日和」
- 「風になりたい」

## 主な主催公演
- 2002年～2008年：中日ビル・クリスマスコンサート
- 2009年12月：「地球のハラペコを救え。」コンサート　ゲスト：K (歌手)、NHK名古屋青少年交響楽団、他
- 2010年11月：10年の軌跡「とどけ！地球組のハーモニー」コンサート
- 2011年12月：「元気の歌魂～心はひとつ、地球はひとつ～」コンサート　ゲスト：矢野きよ実、他
- 2012年12月：「チームワーク～時を超えて」コンサート　ゲスト：山崎武司、他
- 2013年12月：「幸せのカタチ」コンサート　ゲスト：OS☆U、他
- 2015年1月：「手をつなごう」15周年記念コンサート
- 2015年12月：「祈りの風景」コンサート　ゲスト：奥村愛、奥村育子
- 2016年12月：「音楽劇“Ｓｍｉｌｅ～笑って！”」コンサート　ゲスト：クラウン（道化師）
- 2018年1月：「18年目のソング＆ダンス」コンサート　ゲスト：ケロポンズ
- 2018年12月：「音楽劇“聖夜の街角にて”」コンサート
- 2019年12月：「君の夢 音楽館」コンサート　ゲスト：岡本知高
- 2021年12月：「カッケー後ろ姿」コンサート　ゲスト：伊藤則子（パラリンピックバドミントン銅メダリスト）、弓削田健介（合唱作曲家）
- 2023年1月：「アイツムギ、うたつむぎ」コンサート　ゲスト：城南海
- 2023年12月：「ユカイなサンタがやってきた！」コンサート　ゲスト：ダイアモンド☆ユカイ
- 2024年12月：「ジブリな未来の夢を見た！」コンサート　ゲスト：米良美一

## 主な主催イベント
- 2013年3月：東日本大震災二周年支援イベント「元気の歌魂～忘れない～」
- 2014年3月：東日本大震災三周年支援イベント「元気の歌魂～忘れない～」
- 2021年1月、5月：弓削田健介（合唱作曲家）と共にリモート合唱動画制作

## 主な招待演奏
- 2000年10月：第46回名古屋まつりトワイライトステージ
- 2000年12月：ナゴヤドーム・ハートハーモニーコンサート
- 2004年9月：愛・地球博 開幕半年前カウントダウンイベント
- 2005年5月：愛・地球博 EXPOドームステージ
- 2005年7月：人権啓発フェスティバル
- 2007年9月：東邦ガス「ガスエネルギー館イメージソング」　河口恭吾と収録
- 2008年12月：国際交流事業「タッチ・ザ・ワールド・フェスティバル」（大阪）　共演：川嶋あい、他
- 2010年 - 2014年：みんなの祭り‘無礼講’　共演：矢野きよ実、嘉門達夫、泉谷しげる、他
- 2014年12月：人権ハートフルフェスティバル
- 2017年7月：全国特別支援学校知的障害教育教頭研究大会
- 2018年11月 - 12月：星が丘テラスクリスマスコンサート
- 2019年7月：名古屋青年会議所7月フォーラム
- 2019年10月：障害者と市民のつどい～風に吹かれて 交流ひろば～
- 2019年12月：「障碍者週間」記念のつどい
- 2020年7月：名古屋青年会議所70周年記念式典（リモート合唱）
- 2024年10月：「清流の国ぎふ文化祭2024」～合唱の祭典～

## 主なマスコミ出演・掲載
- 2000年6月：中日新聞、読売新聞
- 2003年10月：中日新聞「キッズに突撃」
- 2004年12月：NHKニュース「ホットイブニング」
- 2005年1月：NHKニュース「お元気ですか日本列島」（全国）
- 2005年5月：テレビ東京系列「ボランティア21」（全国）
- 2005年7月：NHKニュース「ホットイブニング」
- 2005年7月：NHKニュース「お元気ですか日本列島」（全国）
- 2011年8月：24時間テレビ「愛は地球を救う」共演：加藤晴彦、Dream5、他
- 2014年8月：24時間テレビ「愛は地球を救う」共演：スギちゃん、BOYS AND MEN、他